# Вехова, Тамара Михайловна
Тама́ра Миха́йловна Ве́хова (род. 29 июня 1979, Москва) — российский искусствовед, арт-консультант, галерист, куратор, художественный критик. Член Международной ассоциации искусствоведов (AIS-AICA), Международной конфедерации антикваров и арт-дилеров (ICAAD), член МОСХ России (отделение художественной критики). Арт-директор Vehova Art Gallery и галереи «Здесь».

## Биография

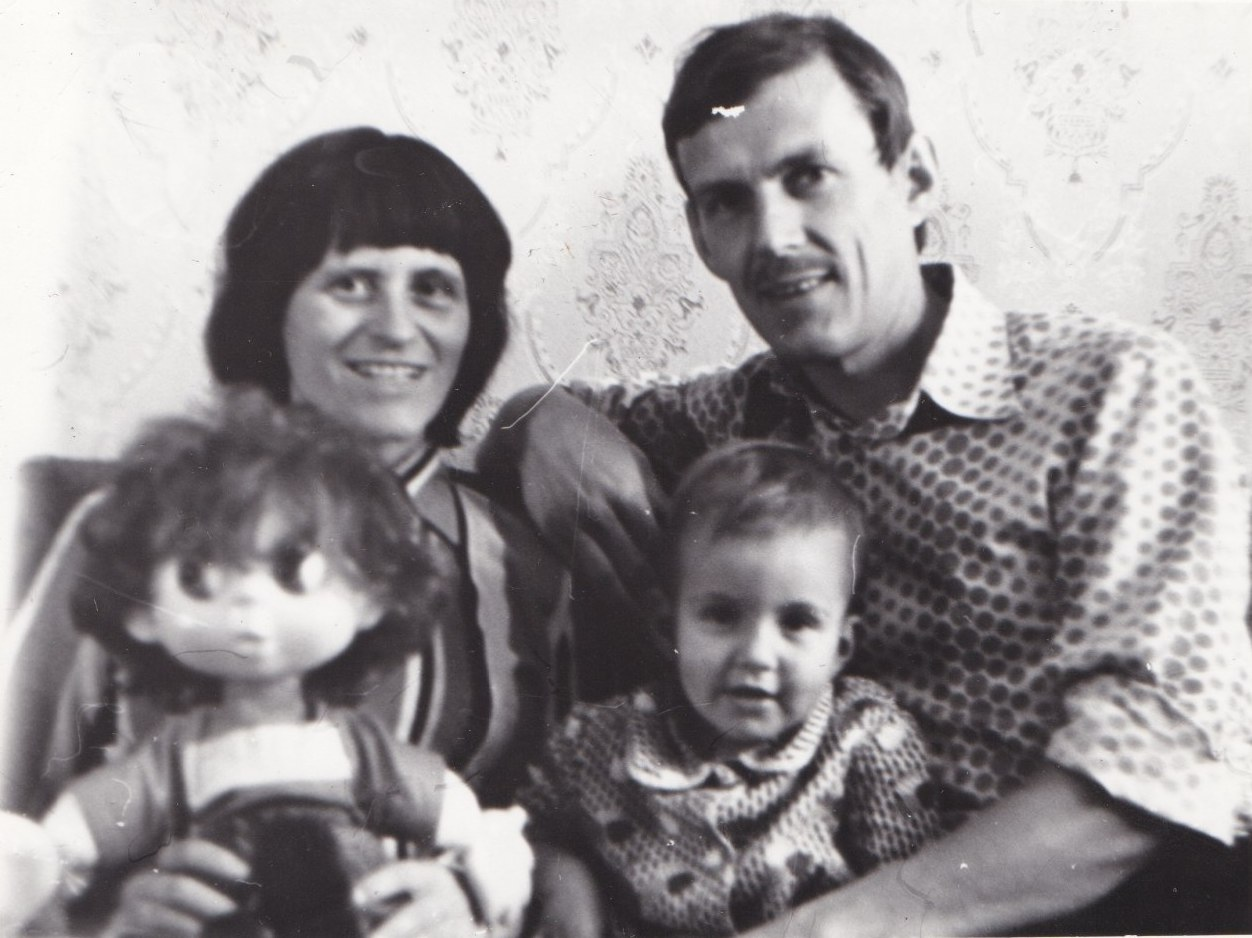
Марианна Вехова с мужем Михаилом и дочкой Тамарой, 1981

Российский искусствовед Тамара Вехова родилась в 1979 году в Москве. Дочь детской писательницы Марианны Веховой (1937—2013). Окончила Тимирязевскую среднюю художественную школу в 1997 году. В 2004 году стала выпускницей исторического факультета МГУ (отделение истории искусства). После окончания университета Тамара Вехова занималась исследованием творчества Ирины Затуловской, Бориса Кочейшвили, Льва Повзнера, Олега Кудряшова, Юрия Купера. Осенью 2013 и зимой 2014 года в качестве куратора Тамара Вехова организовала две персональные выставки — Бориса Кочейшвили и Владимира Яшке — в Русском музее Санкт-Петербурга.
С 2014 года Тамара Вехова является членом Международной ассоциации искусствоведов AIS-AICA. Летом того же года в Москве открылась галерея «Здесь», и Тамара Вехова стала её арт-директором.
Осенью 2015 года в галерее прошла выставка «Японцы в Париже. Леонар Фужита и другие герои Монпарнаса», как бы в дополнение к проходившему в ГМИИ им. А. С. Пушкина большому показу Леонара Фужиты. В галерее было представлено пять листов его графики, а также живопись связанных с ним японских художников — Мисао Коно и Сеи Койонаги, совершенно неизвестных в России.
В 2016 году усилиями Тамары Веховой была организована первая в России выставка ещё одного представителя Парижской школы — Леона Зака. Ранее творчество этого художника в России было известно лишь узкому кругу специалистов, крупные музейные выставки в стране не проводились. Когда Вехова задумалась об организации выставки, в её распоряжении было только 7 картин Леона Зака. После поисков в частных собраниях удалось найти работы, владельцы которых предоставили их галерее на время выставки, получившей название «Леон Зак. Без дна». В результате удалось собрать и показать работы, представлявшие все периоды творчества Зака — от 1920-х до 1970-х годов.
Впоследствии в галерее «Здесь» был организован проект, посвящённый русским художникам-эмигрантам первой половины — середины XX века. Многие из них, хорошо известные в Европе, в России ранее не выставлялись.
Вторым направлением галереи «Здесь» закономерно стало творчество советских и российских художников старшего поколения (1930—1940-х годов рождения).

## Кино
Тамара Вехова выступила консультантом режиссёра Антона Желнова в документальном фильме об Илье и Эмилии Кабаковых «Бедные люди. Кабаковы» (2018), снятого по заказу Музея современного искусства «Гараж».

## Избранные публикации
Тамара Вехова — автор многочисленных публикаций, посвящённых современному искусству, в таких изданиях, как The Art Newspaper Russia, Colta.ru, Forbes, Искусство, ДИ, Лехаим, газета «Культура» и др.

## Галерейные проекты
- 2014—2017 гг. — галерея «Здесь» (Москва, ул. Пречистенка, 38). Художники русской эмиграции. Ecole de Paris.
- 2017—2018 гг. — галерея Тамары Веховой (Москва, ул. Спиридоновка, 4). Русское искусство второй половины, рубежа XX—XXI веков.
- с 2018 г. — онлайн-проект Vehova Art Space. Русское искусство рубежа XX—XXI веков.

## Кураторские проекты
Более 30 реализованных выставочных проектов в русских и зарубежных галереях и музеях. Среди наиболее значимых:
- «Простое лето». Борис Кочейшвили. Государственный Русский музей. Санкт-Петербург (2013);
- «Персональный рай». Владимир Яшке. Государственный Русский музей. Санкт-Петербург (2014);
- «Без дна». Леон Зак. Галерея «Здесь». Москва (2016);
- «Многоголосье». Борис Кочейшвили. МOMA Тбилиси (2017).

## Издательская деятельность
Автор-составитель ряда монографических альбомов о художниках.
- Борис Кочейшвили. Графика, живопись, рельефы. Каталог. Наше Наследие. Москва. 2010
- Борис Кочейшвили. Русский музей. Каталог. Спб: Palace editions, 2013.
- Владимир Яшке. Русский музей. Каталог. Спб: Palace editions, 2013.
- Boris Kocheishvili. Polyphony. MOMA Tbilisi. 2017.

## Благотворительность
Организатор и ведущий ряда благотворительных аукционов: в пользу фонда «Подари жизнь», фонда Людмилы Петрушевской, общества помощи Тарусской больнице.